# محمد الرشيد (ممثل)
محمد الرشيد (13 أغسطس 1962 -)، ممثل كويتي. كانت بدايته بالمجال الفني بعام 1989 من خلال مسرحية لولاكي مع محمد المنصور وانتصار الشراح، ساهم في عدة أعمال مسرحية وتلفزيونية خاصة في بداية تسعينات القرن العشرين، وشهدت تلك الفترة أغلب نشاطه الفني. توقف عن التمثيل لفترات طويلة بدون أسباب معروفه. وقد إتجه إلى الغناء بعد أن غاب مجال التمثيل لفترة.

## أعماله

### فيالمسرح
| سنه الإنتاج | المسرحية                 | بمشاركة                                                                 |
| ----------- | ------------------------ | ----------------------------------------------------------------------- |
| 1989        | لولاكي                   | محمد المنصور، عبد الرحمن العقل، انتصار الشراح، محمد العجيمي، ولد الديرة |
| 1990        | بنت حيزبونة              | أحلام حسن، جمعان الرويعي، مشاعل شداد                                    |
| 1992        | السيف المفقود            | عزة بلبلع، محمد العجيمي، سمير القلاف                                    |
| 1995        | علاء الدين               | داوود حسين، علي جمعة، علي سلطان                                         |
| 1995        | طيور الجوارح             | داوود حسين، علي جمعة، أحمد السلمان                                      |
| 1999        | الليلة الثانية بعد الألف | سماح                                                                    |
| 2001        | دلع البنات               | زهرة الخرجي، مشاري البلام، منى شداد                                     |

### في التلفزيون
| سنه الإنتاج | اسم المسلسل                             | بمشاركة                                                                                 |
| ----------- | --------------------------------------- | --------------------------------------------------------------------------------------- |
| 1990        | العائلة                                 | إبراهيم الصلال، مريم الغضبان، مريم الصالح، عبد الرحمن العقل، هدى حسين                   |
| 1992        | حضيضان إكسبرس                           | ولد الديرة، سماح، ناجية الربيع، أمل عبد الكريم                                          |
| 1993        | عش الزوجية                              | داوود حسين، انتصار الشراح، إبراهيم الحربي، زهرة الخرجي، خليل إسماعيل، منى عبد المجيد    |
| 1993        | سليمان الطيب                            | حياة الفهد، سعاد عبد الله، محمد المنصور، خالد العبيد، عبد الإمام عبد الله، مريم الغضبان |
| 1999        | مسرحيات 2000 - برنامج مسرحيات تلفزيونية | طارق العلي، انتصار الشراح، زهرة عرفات                                                   |
| 2000        | خطوات على الجليد                        | جمال الردهان، عبد الإمام عبد الله، فرح علي، سماح، ليلى السلمان                          |
| 2001        | بقدر ما تحمل النفوس                     | سعاد عبد الله، سليمان الياسين، أحلام محمد، عبد الإمام عبد الله، خالد أمين، لمياء طارق   |
| 2001        | بيوت من ثلج                             | غانم الصالح، محمد جابر، طارق العلي، سماح، هيا الشعيبي                                   |
| 2002        | قلوب لا تنبض بالحب                      | جمال الردهان، لمياء طارق، طيف                                                           |
| 2006        | وسع صدرك - برنامج منوعات                | طارق العلي                                                                              |
| 2009        | آخر صفقة حب                             | صلاح الملا، عبد المحسن النمر، من سوريا سلمى المصري، باسمة حمادة                         |
| 2010        | تو النهار                               | جاسم النبهان، طيف، فاطمة الحوسني، صمود، عبد الله بوشهري، شهد                            |
| 2019        | غصون في الوحل                           | هدى حسين، فوز الشطي، ريم ارحمه، عبد الله السيف، سارة القبندي                            |

### في السينما
| سنه الإنتاج | اسم الفيلم | بمشاركة |
| ----------- | ---------- | ------- |
| 2004        | شباب كوول  |         |
| 2014        | 090        |         |

## روابط خارجية
- محمد الرشيد على موقع قاعدة بيانات الأفلام العربية